# Stazione di Varallo Pombia
Stazione di Varallo Pombia vasútállomás Olaszországban, Varallo Pombia településen.

## Vasútvonalak
Az állomást az alábbi vasútvonalak érintik:
- Arona–Novara-vasútvonal

## Kapcsolódó állomások
A vasútállomáshoz az alábbi állomások vannak a legközelebb:
- Stazione di Borgo Ticino (Stazione di Arona)
- Stazione di Marano Ticino (Stazione di Novara)